# Don't Lose My Number
«Don't Lose My Number» (en español: «No pierdas mi número») es una canción de Phil Collins, que forma parte de su tercer álbum en solitario "No Jacket Required". El sencillo no fue publicado en el Reino Unido, a pesar de que alcanzó el puesto n.º 4 en los Estados Unidos a finales de septiembre de 1985. El lado B, "We Said Hello Goodbye", fue publicado como un tema extra en el CD para No Jacket Required.

## Historia
La canción se dirige a alguien llamado "Billy", a quien el cantante tiene la esperanza de encontrar (y que espera que Billy todavía tenga su número). Collins ha dicho que en realidad escribió la mayor parte de la canción durante la grabación de su primer álbum, "Face Value". Collins también establece que las letras se improvisaron, y que él mismo no entiende completamente lo que significan. Stephen Holden de The New York Times también convino en que las letras eran muy "vaga, dibujar el contorno de un melodrama, pero la retención de la historia". El sencillo no fue lanzado en el Reino Unido, pero alcanzó el puesto #4 en la lista del Billboard Hot 100 a finales de septiembre de 1985.

## Video musical
Collins no sabía lo que iba a usar para el vídeo musical de "Don't Lose My Number", por lo que decidió crear uno que muestra su proceso de decisión en la selección de un tema para ella. En el video musical , Collins habla a varios "directores", que todos le den malas ideas para el video. Sus sugerencias permiten a Collins entrar en la parodia de varios vídeos musicales de la época, incluidos los vídeos de Michael Jackson, David Lee Roth ("California Girls"), The Police ("Every Breath You Take"), y The Cars ("You Might Think"), así como películas como Mad Max 2, y varios samurai y películas del Oeste.

## Lista de pistas

### 7": Atlantic / 7-89536 (US)
1. «Don't Lose My Number»
2. «We Said Hello Goodbye»

### 12": Atlantic / 0-86863 (US)
1. «Don't Lose My Number» (Extended Mix)
2. «Don't Lose My Number»
3. «We Said Hello Goodbye»

### CD: WEA International / WPCR 2063 (Japón)
1. «Don't Lose My Number»
2. «We Said Hello Goodbye»

## Posicionamiento
| Lista (1985)                                 | Máxima posición |
| -------------------------------------------- | --------------- |
| Holanda                                      | 44              |
| U.S. Billboard Hot 100                       | 4               |
| U.S. Billboard Hot Adult Contemporary Tracks | 25              |
| U.S. Billboard Hot Mainstream Rock Tracks    | 33              |